# スティーヴン・ウィルハイト
スティーヴン・アール・ウィルハイト（Stephen Earl Wilhite、1948年3月3日 - 2022年3月14日）、通称スティーヴ・ウィルハイト（Steve Wilhite）は、CompuServeに勤めていたアメリカ合衆国のコンピューター科学者。画像ファイル形式の一形態であるGIFを、かつてのUnisys所有のLZWを用いて作ったチームのエンジニアリングリーダーであったため、一般にGIFの発明者として広く知られている。2013年、ウェビー賞の「生涯功労賞（Webby Lifetime Achievement Award）」を受賞した。

## 生涯
1948年3月3日、オハイオ州のウエストチェスタータウンシップに生誕。1987年6月15日、ウィルハイトの属するCompuServeのチームはGIF規格の一つGIF87aを公開し、1991年最初期のWebブラウザで採用されると1995年には最も一般的な画像ファイル形式になった。以来20年経った現在でも、Webサイトのデザイン、ソーシャルメディアの投稿などで広く使われている。ウィルハイトは、2000年代にもCompuServe / AOLの社員として、Host Micro Interface（HMI）、CompuServe Information Manager（CIM）、CompuServe B protocol、1990年代後半のWebチャットソフトなどの多くのCompuServeのシステムに携わった。2001年に脳卒中で退職するまではWebコミュニティモデルの研究を行った。
ウィルハイトの名はGIFの発音を巡る議論でも度々登場する。ウィルハイトは「オックスフォード英語辞典は両方の発音を受容しているが、間違っている。発音は軟らかいGであり、「jif」という。話は終わりだ。」「議論の余地はない」と述べている。というのも、ジフ（jif）は、アメリカのピーナッツバターブランドのJifを反映したものであるという。
ウィルハイトは、74歳の誕生日から11日後の2022年3月14日に死去、妻のキャサリーン（Kathaleen）氏がThe Vergeの取材に対して「彼は、何もかも自分独りの頭で考え、それから一心不乱にコンピューターでプログラミングするような人だった」と語りながら、オハイオ州シンシナティの病院でCOVID-19の合併症のため亡くなったことを明かした。